# گلستون، نیو ساوت ولز
گلستون (به انگلیسی: Galston) یک حومه شهر در استرالیا است که در نیو ساوت ولز واقع شده‌است.